# Праздник Кунг-фу панды
«Праздник Кунг-фу панды» (англ. Kung Fu Panda Holiday Special) — короткометражный анимационный фильм 2010 года производства DreamWorks Animation. Мультфильм снят режиссёрами Марком Осборном и Джоном Стивенсоном.
Действие мультфильма разворачивается в наше время, в Китае.

## Сюжет
В начале фильма на фоне восходящего солнца появляется По. Он произносит: «Мой клинок против твоего клинка, злодей! Королю слёз пришёл конец!» и разрубает гигантскую фиолетовую луковицу пополам. Затем он произносит: «Я нарезал лук, пап!». Точно так же он рубит другие овощи. Когда суп готов, они передают его клиенту — зайцу. Он пробует его и говорит: «Как вкусно!». Тут неожиданно появляется Тай Лунг. Он хватает По и пытается его съесть. Отец По говорит Тай Лунгу: «Постой, пожалуйста, не ешь моего сына, попробуй лучше чудесного супа с лапшой!». Мимо пролетает заяц, говоря «Как вкусно!». Тай Лунг бросает По к себе в пасть, но тот увеличивается, нападает на него и побеждает. Затем он говорит: «Прости, отец, но зло не отдыхает по праздникам» и уходит. Отец пытается уговорить По не уходить, но тут из кастрюли вылезает дракон и хватает его своим языком.
Оказывается, что это всё снилось отцу По. Они спускаются вниз, чтобы достать украшения для праздника. На самом верху ящика По обнаруживает китайский фонарик, который сделал ещё в детстве. Тут приходит мастер Шифу. Он рассказывает По о Зимнем пире и о том, что По должен будет принимать там гостей. Они выходят на улицу. Тут прибегает испуганный боров и говорит: «Воин Дракона, скорее! Там на мосту бандиты!». Когда По прибыл к мосту, Неистовая Пятёрка была уже там. По рассказывает им о Зимнем Пире, одновременно расправляясь с бандитами. По и Шифу прибывают в Нефритовый дворец, чтобы выбрать повара и вручить ему приз, Золотой Черпак. По не успевает приступить к дегустации, прежде чем охранники хватают первого повара — зайца по имени Во Хоп — и уводят его. На вопрос По, почему они его увели, ему ответили, что он — хозяин пира, и каждый его жест имеет смысл. Охрана приняла его жест за древний знак Кунь-шу, знак отвержения. В результате повар опозорен и будет жить в этом позоре вечно, вместе с жителями своей деревни. Далее показывают, как охранники уносят его в его деревню, ломают Китайскую стену и выносят его деревню за её пределы. Затем показано, как на него и его деревню нападает многорукий дракон, в каждой руке которого копья и боевые топоры. По отвечает, что он просто помахал обезьяне. По приходит идея дать отрицательные оценки всем поварам, забрать черпак и вручить его своему отцу. Но тот отказывается готовить для мастеров кунг-фу, потому что он не может бросить клиентов. По возвращается на кухню. Неожиданно появляется первый повар. По предлагает ему помогать ему готовить на Зимнем Пире, но тот говорит, что пришёл сражаться. Он начинает бить По в живот бамбуковой ложкой, но тот не собирается драться. Он хватает зайца, сажает его в кастрюлю и закрывает крышкой. По зовёт на помощь Неистовую Пятёрку, чтобы они помогли ему сервировать стол, а сам вместе с поваром отправляется на кухню. Наконец всё готово и мастера за столом. Шифу просит По прочитать вступительные слова Веры Мастеров, но вместо этого он говорит о том, что все мастера очень «крутые», но в этот день он с отцом готовит суп для всей деревни, и уходит. Дома он варит для всех суп и приглашает домой всю деревню. Неожиданно в его доме появляется первый повар. По вручает ему черпак. Повар говорит, что теперь пятно позора с его деревни смыто. Далее показано, как охранники опять ломают стену и переносят его деревню обратно, затем он демонстрирует им Золотой черпак. Шифу идёт по улице и останавливается возле дома По. По приглашает его за стол, но Шифу говорит, что это семейный праздник и не хочет никого беспокоить, но По всё же удаётся уговорить его сесть за стол. В конце фильма показывают висящий над входом в дом По его китайский фонарик.

## Персонажи
| Персонаж        | Животное            | Оригинал        |
| --------------- | ------------------- | --------------- |
| Мастер По       | Большая панда       | Джек Блэк       |
| Повар Во Хоп    | Заяц                | Джек МакБраер   |
| Мастер Тигрица  | Южно-китайский тигр | Анджелина Джоли |
| Мастер Шифу     | Малая панда         | Дастин Хоффман  |
| Мастер Обезьяна | Золотой лангур      | Джеки Чан       |
| Мастер Богомол  | Богомол             | Сет Роген       |
| Мастер Гадюка   | Гадюка              | Люси Лью        |
| Мастер Журавль  | Японский журавль    | Дэвид Кросс     |
| Мистер Пинг     | Гусь                | Джеймс Хонг     |
| Зенг            | Сухонос             | Дэн Фоглер      |
| Мастер Носорог  | Чёрный носорог      |                 |